# هیئت مدرسه‌ای منطقه پیل
هیئت مدرسه‌ای منطقهٔ پیل (به انگلیسی: Peel District School Board) منطقه‌ای آموزشی متشکل از ۲۳۰ مدرسه در منطقهٔ پیل در انتاریوی کانادا است که به حدود ۱۵۵٬۰۰۰ دانش‌آموز از کودکستان تا پایهٔ ۱۲ خدمات ارائه می‌دهد.
هیئت مدرسه‌ای منطقهٔ پیل بیش از ۱۵٬۰۰۰ کارمند تمام‌وقت در استخدام دارد و از این حیث بزرگ‌ترین کارفرما در منطقهٔ پیل محسوب می‌شود. همچنین این هیئت مدرسه‌ای دومین هیئت مدرسه‌ای بزرگ در سرتاسر کانادا است.